# Condado de Wayne (Virgínia Ocidental)
O Condado de Wayne é um dos 55 condados do estado norte-americano da Virgínia Ocidental. A sede do condado é Wayne, que é também a sua maior cidade. O condado tem uma área de 1326 km² (dos quais 16 km² estão cobertos por água), uma população de 42 903 habitantes, e uma densidade populacional de 33 hab/km² (segundo o censo nacional de 2000). O condado foi fundado em 1842 e o seu nome é uma homenagem a Anthony Wayne (1745-1796), general e estadista..